# Dance of the Wicked
Dance of the Wicked — дебютный альбом группы Sister Sin, вышедший в 2003 году. Запись альбома проходила на студии Triton в Гётеборге, продюсером стал Ян Ян. Критики благосклонно восприняли Dance of the Wicked. Сами музыканты не считают запись своим дебютом: по словам вокалистки Ягрелл, дебют группы — альбом Switchblade Serenades, а Dance of the Wicked появился на свет после того, как греческий лейбл решил издать имеющееся у него демо.

## Список композиций
| №                   | Название                                     | Длительность |
| ------------------- | -------------------------------------------- | ------------ |
| 1.                  | «Kiss The Sky»                               | 4:12         |
| 2.                  | «Dance Of The Wicked»                        | 3:10         |
| 3.                  | «Fall Into My Dreams»                        | 4:19         |
| 4.                  | «End Of The Beginning»                       | 1:30         |
| 5.                  | «Love Lies»                                  | 4:19         |
| 6.                  | «Dirty Damn»                                 | 3:19         |
| 7.                  | «Paint It, Black» (The Rolling Stones Cover) | 3:18         |
| 8.                  | «Tragedy Loves Company»                      | 4:41         |
| Общая длительность: | Общая длительность:                          | 28:48        |

## Исполнители
- Лив Ягрел — вокал
- Джонни Син — гитара
- Крис — бас-гитара
- Дейв Санберг — ударные